# Lift (песня)
«Lift» — сингл финской альтернативной рок-группы Poets of the Fall. Он является вторым, выпущенным с их дебютного альбома Signs of Life. Сингл, который вышел в Финляндии 9 сентября 2004 года, содержал две версии заглавного трека, а также эксклюзивную песню «The Beautiful Ones» на обратной стороне. Сингл занял 8 позицию в чарте синглов Финляндии Top 40 и удерживал позицию 11 недель.
Один из членов группы, клавишник Капитан, сделал ремикс на титульный трек под названием Lift (Dramadence Remix). Он доступен для скачивания (в формате MP3 или WAV) только с секретной страницы на официальном сайте группы Архивная копия от 23 апреля 2012 на Wayback Machine, на которую можно попасть с помощью логина и пароля, напечатанных на буклете к «Signs of Life».

## Список композиций
1. Lift (Radio Edit) (04:01)
2. Lift (Album Version) (05:13)
3. The Beautiful Ones (05:22)

## Номинации
| Год  | Премия                | Название               | Позиция |
| ---- | --------------------- | ---------------------- | ------- |
| 2004 | YleX’s «Best of 2004» | Лучшая песня Финляндии | 2       |
| 2005 | The Voice             | Top 105                | 10      |

## Видеоклип
Рекламный видеоклип на композицию «Lift» вышел 8 августа 2005 года. Его режиссёром стал известный финский клипмэйкер Стобе Харью. Отсылка к видео присутствует в дебютном полнометражном фильме Харью «Воображариум»: название больницы, в которой содержится умирающий Томас Уитмэн — Poet County General Hospital. В клипе участники группы предстают в образе заключённых вымышленной тюрьмы Poet County Jail.